# Velká pohanská armáda
Velká pohanská armáda (staroanglicky mycel hæþen here, dánsky Store Hedenske Hær, anglicky Great Heathen Army) je křesťanský výraz ze středověké Anglosaské kroniky pro vojenskou konfederaci vikinských družin, která napadla Anglii v roce 865. Pro nepřesný a jasně zaujatý charakter výrazu tehdejšího anglosaského kronikáře byl mnohdy upraven na velká dánská armáda, protože byla tvořena převážně Dány, nebo velká vikinská armáda. Okrajově v ní byli také Norové, Švédové a vikingové z Irska a možná i kdokoli další, kdo se nechal do ní naverbovat. Anglická historiografie tradičně vzpomíná na útočící vikingy jako na „Dány“. Anglosaská kronika nejmenuje vikingy jinak než jako Dány, pohany nebo seveřany. Dle legend byla výprava proti Anglii organizována třemi syny legendárního vikinského vůdce Ragnara Lodbroka, tj. Ivarem Bezkostým, Halfdanem Ragnarssonem a Ubbou, a to jako odveta za smrt jejich otce. Lodbrok měl být roku 865 zajat a popraven northumbrijským králem Ællou II., údajně vhozením do jámy s jedovatými hady. Tato legenda však není historicky potvrzená.

## Historie

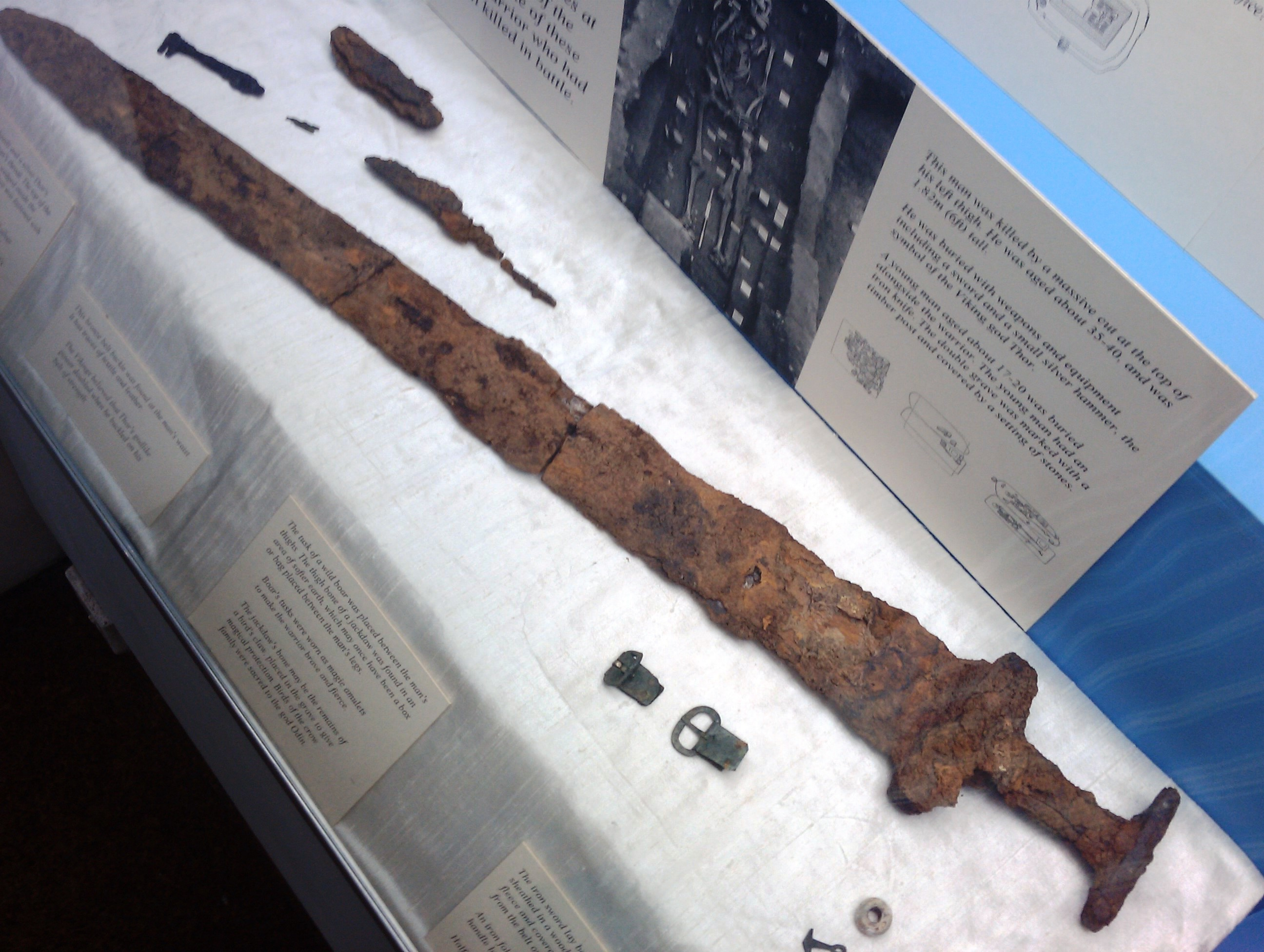
Vikinský meč z území Mercie

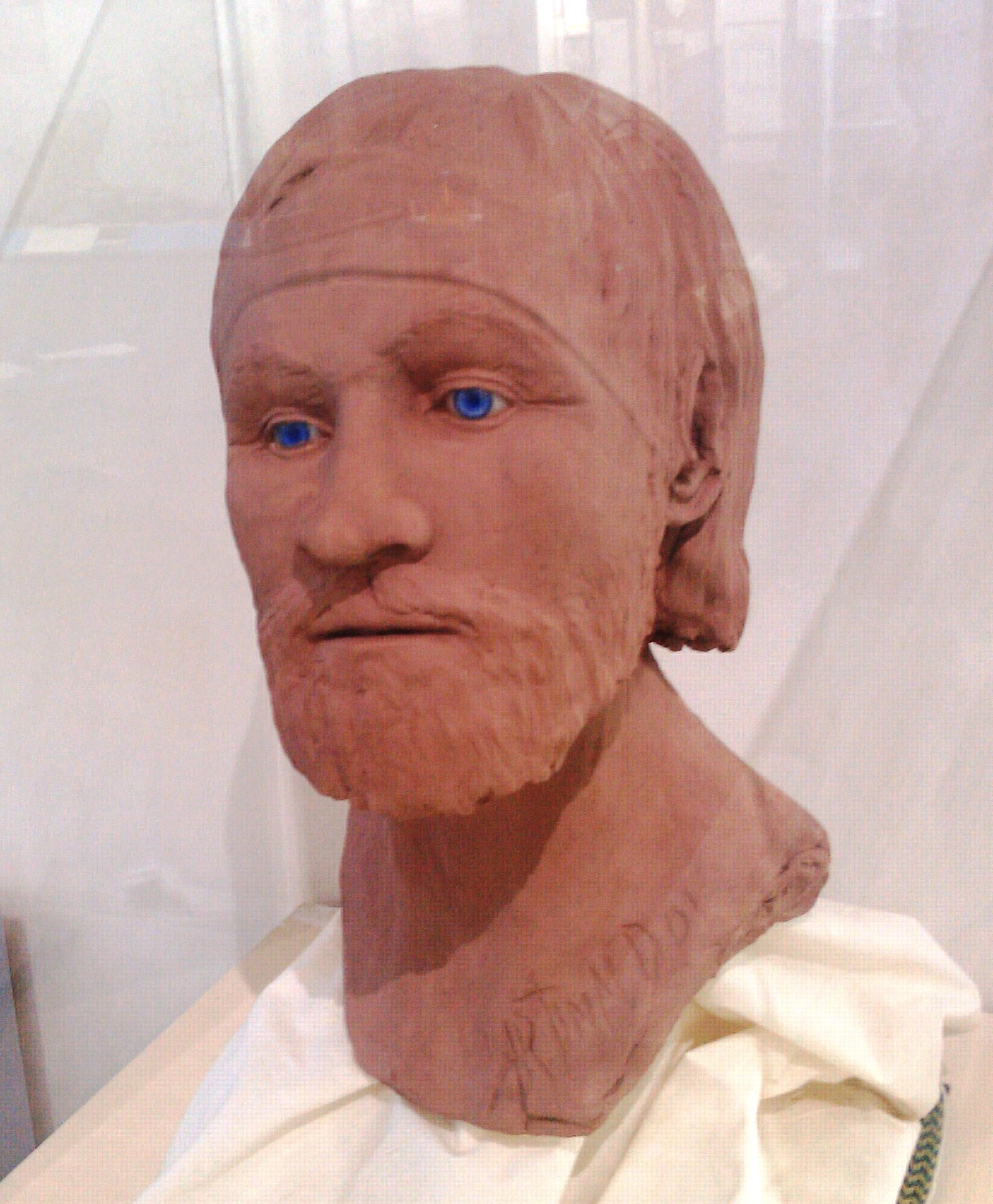
Rekonstrukce hlavy vikinga

Přibližně od poloviny 9. století byly vlny dánských útoků na britské pobřeží následovány úspěšnými dánskými osadníky. Dánští nájezdníci se poprvé začali v Anglii usazovat v roce 865, kdy velká vikinská armáda, snad pod vedením bratří Halfdana Ragnarssona a Ivara Bezkostého, připlula k břehům Kentu a přezimovala ve Východní Anglii. Obě království se s vikingy dohodla o průchodu svým územím, ani to se místy neobešlo bez rabovaní a plenění. Východní Anglové oplátkou za mír poskytli seveřanům kromě zimoviště také tolik důležité koně. Brzy se vikingové přesunuli na sever a v roce 867 obsadili Northumbrii a její hlavní město Eoferwic (York). Seveřané poté dosadili na trůn Northumbrie loutkového krále, Anglosasa Ecgberhta. Poté se obrátili proti Mercii a dobyli Nottingham.

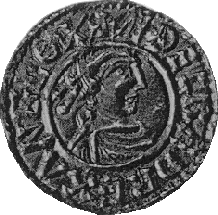
Mince s podobiznou Æthelreda I.

Mercijský král Burgred, wessexský král Æthelred a jeho bratr Alfréd zareagovali na vikinskou invazi vysláním společné armády k Nottinghamu. Nepodařilo se jim však přinutit seveřany opustit pevnost. Král Burgred nakonec vyjednal s Ivarem mír, ponechal jim Nottingham výměnou za bezpečnost zbytku Mercie. Roku 868 vikingové přezimovali v Yorku a zdrželi se zde po většinu roku 869.
Seveřané pod vedením Ivara následně pokračovali ve své invazi a v roce 870 dobyli Východní Anglii porážkou krále Edmunda u Hoxne. V té době již pozbyla platnosti předchozí smlouva o míru. Tentokrát utrpěli těžké ztráty. V létě roku 871 dorazilo ze Skandinávie další vojsko vikingů vedené Bagsecgem a posílilo prořídlé řady seveřanů. Dne 7. ledna 871 Æthelred a Alfréd porazili vikingy u Ashdown. Tentokrát byli odraženi s těžkými ztrátami, také vůdce Bagsecg v bitvě padl. Seveřané ustoupili k Basingu (v současném hrabství Hampshire), kde Æthelred zaútočil a byl tentokrát poražen. Ivar navázal na toto vítězství dalším v březnu u Meretum (nyní snad vesnička Marton v hrabství Wiltshire).
Brzy poté, 23. dubna 871, král Æthelred zemřel a po něm nastoupil jako král Wessexu Alfréd. Jeho armáda však byla slabá a byl nucen platit Ivarovi daň za zachování míru. V zimě roku 871–872 přebývala velká vikingská armáda v Londýně, aby na jaře se mohla vrátit do Northumbrie. V té době již docházelo v Northumbrii k nepokojům, možná i k organizovanému povstání s cílem sesadit Dány dosazeného krále Ecgberhta. Seveřané se obrátili sever, aby podpořili svého slábnoucího spojence a následně zaútočili na Mercii tažením, které trvalo až do roku 874. Během tohoto tažení zemřel jak dánský vojevůdce Ivar, tak i mercijský král Burgred. Ivar byl nahrazen Guthrumem Starým, který dokončil tažení proti Mercii. Dánové tak během deseti let získali kontrolu nad Východní Anglií, Northumbrií a Mercií, pouze Wessex se jejich vpádu ubránil.

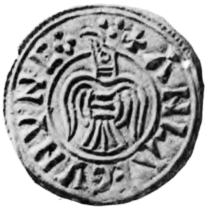
Mince s havranem z praporu vikingů

Roku 875 zamířila vikinská armáda na sever do Skotska, kde se střetla s Pikty a královstvím Strathclyde. Když se roku 876 vrátili zpět na jih, rozdělili si mezi sebou dobyté území Northumbrie, přetvořené nyní na království Jórvik, tím byly položeny základy dánské nadvlády a práva v Anglii, pojmenované Danelaw. Halfdan se stal prvním vikinským králem v Northumbrii a pretendentem královského trůnu ve vikinském království Dublin. Roku 877 ale padl v bitvě u Strangford Loughu, když se snažil dosáhnout svých irských nároků.
Mír mezi Dány a Wessexem byl ujednán v roce 876 poté, co seveřané obsadili pevnost Wareham v Dorsetu a Exeter v Devonu. Alfréd je oblehl a seveřané se byli nuceni vzdát, jelikož jejich posily se ztratily v bouři. O dva roky později podnikl Guthrum překvapivý útok proti Alfrédovi, který přezimoval v Chippenhamu ve Wiltshiru. Severská armáda vpadla Alfrédovi do týlu, byl však zázračně zachráněn, když byli útočníci poraženi slabými anglosaskými jednotkami u Countisbury Hill. Alfréd se poté musel nějakou dobu skrývat, až na jaře roku 878 shromáždil armádu a zaútočil na Guthruma v Ethandunu. Dánové byli poraženi a ustoupili do Chippenhamu, kde je Alfréd oblehl a přinutil je se vzdát. Jako součást mírových podmínek přinutil Alfréd Guthruma nechat se pokřtít.
Mír trval až do roku 884, kdy Guthrum opět zaútočil na Wessex. Byl poražen a nucen s Alfrédem uzavřít mírovou smlouvu. Smlouva vymezila hranice Danelaw a umožnila dánskou samosprávu oblasti. Smlouva znamenala upevnění Alfrédovy moci a společně s Guthrumovou konverzí ke křesťanství indikovala změnu poměru sil.

## Příčiny a dozvuky

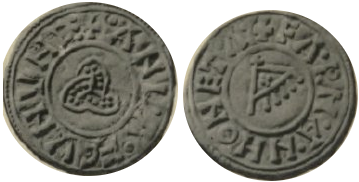
Mince s triquetrou a praporem vikingů, ražená v Jórviku za vlády Olafa Cuarana

Důvody pro imigrační vlny jsou široké a jsou spojeny s politickou situací ve Skandinávii. Navíc imigranti přicházeli v době, kdy vikingové také upevňovali své pozice na Hebridách, Orknejích, Faerských ostrovech, Islandu, v Rusku, Bělorusku a na Ukrajině.
Skandinávie se nikdy nevzdala svých nároků na anglické území. V letech 1016 až 1035 bylo celé anglické království pod vládou Knuta Velikého jako část dánské severské říše. V roce 1066 dva vikinští rivalové vedli invazi do Anglie. Norskému králi Haraldu Hardrådovi se podařilo vyplenit York, ale v bitvě u Stamford Bridge byl poražen a zabit. Druhý z nich, Vilém Dobyvatel a jeho Normané, zvítězili nad anglosaskou armádou v bitvě u Hastingsu a podřídili si území Anglie. Dánské právo se však v legislativě objevovalo ještě ve 12. století.